# 코르닐로프 폭동
코르닐로프 폭동, 또한 코르닐로프 사건은 1917년 8월 27일부터 30일까지 러시아군의 총사령관이었던 라프르 코르닐로프가 페트로그라드 소비에트에 반대하여 군사 쿠데타를 일으키려고 했었던 사건이다. 코르닐로프 사건의 정확한 세부 사항과 동기는 확인되지 않았다.

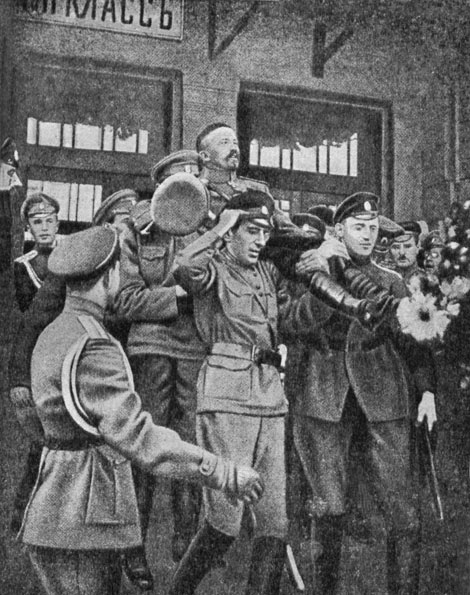
그의 장교들이 코르닐로프에게 인사하는 사진.

## 배경
2월 혁명 이후, 러시아의 군주주의자들은 권력에서 물러나게 되었고, 그 구성원들은 다양한 자유주의 및 좌파 정당 출신의 임시 정부로 대체되었고, 일부는 두마 출신이기도 했다. 그러나 러시아 국민들 사이에서는 임시 정부의 지지율이 떨어지게 되었고, 임시 정부가 제1차 세계대전에 계속 참여하면서 사회적 불안은 점점 커져갔다. 러시아 국민들의 사회적 불안은 케렌스키 공세 때 절정에 도달했다. 원래 공세의 목적은 병사들의 사기를 높이고, 전쟁 참여에 대한 지지를 재점화시키려 했지만, 역효과를 불러왔다. 군대와 노동자들은 계속되는 전쟁 참여에 불만을 가지게 되었고, 이는 7월 정국으로 이어졌다. 그러나 7월 정국에서 시위대가 패배하면서 상황은 나아지지 않았고, 러시아 기업인들과 임시 정부 의원들 사이에서도 불안이 고조되고 있었다. 7월 정국 이후 정권을 잡은 케렌스키는 군 총사령관에 코르닐로프를 임명했다.

## 사건
코르닐로프가 군대를 조직하여 소비에트를 제거하려 하자, 케렌스키는 코르닐로프가 군사 독재를 할 가능성이 있다고 보고, 코르닐로프를 해고하기에 이른다. 케렌스키는 코르닐로프에게 돌아가라는 전보를 보냈으나, 코르닐로프는 이를 무시하고 그의 군대를 이끌고 페트로그라드로 향했다. 소비에트는 코르닐로프의 진군을 방해했고, 병사들을 탈영시키는 등 군대를 약화시키려 시도했다. 결국 코르닐로프는 군대를 거의 다 잃어버렸고, 쿠데타를 일으키려는 시도는 허무하게 끝났다. 이후 코르닐로프는 쿠데타가 실패한 후에 바로 총사령관직에서 해임되었고, 음모에 가담한 혐의로 장교들 30명과 같이 감옥에 수감되었다. 결국 임시정부는 모든 신뢰를 잃고 무너졌다. 레닌의 10월 혁명으로 볼셰비키가 권력을 장악하자, 코르닐로프는 감옥에서 탈출하여 적군에 대항하며 싸웠지만, 1918년 전사했다.

## 같이 보기
- 바그너 그룹의 반란
- 카프 폭동